# 納代日迪夫卡 (赫爾松區)
46°42′24″N 32°21′42″E / 46.70667°N 32.36167°E
納代日迪夫卡（烏克蘭語：Надеждівка）是烏克蘭南部赫爾松州赫尔松区比洛泽尔卡市镇內的村莊。該村始建於1830年，面積0.98平方公里，海拔高度34米，2001年人口1,151，人口密度每平方公里1,173.3人。